# 湖南師大駅
湖南師大駅（こなんしだいえき）は、中華人民共和国湖南省長沙市岳麓区にある長沙地下鉄4号線の駅である。

## 歴史
2019年5月26日に開通した。

## 駅構造
島式ホーム1面2線

## 駅周辺
- 湖南師範大学